# Dani de la Torre
Pour les articles homonymes, voir Torre.
Dani de la Torre, né le 1975 à Monforte de Lemos (province de Lugo), en Espagne, est un réalisateur, scénariste et monteur espagnol.

## Filmographie

### Comme réalisateur
- 2004 : Lobos
- 2004 : Minas
- 2006 : Bos días
- 2010 : Mar libre (mini-série TV, 2 épisodes)
- 2013 : Gala premios Mestre Mateo 2012 (TV)
- 2015 : Appel inconnu (El desconocido)
- 2018 : Gun City (La sombra de la ley)
- 2020 : La Unidad : unité anti-terroriste (La Unidad)
- 2022 Netflix : Live is Life

### Comme scénariste
- 2004 : Lobos
- 2004 : Minas
- 2006 : Bos días
- 2010 : Mar libre (mini-série TV, 2 épisodes)
- 2013 : Gala premios Mestre Mateo 2012 (TV)
- 2020 : La Unidad : unité anti-terroriste (La Unidad)